# شطیطه نیشابوری
شطیطه نیشابوری معروف به بی‌بی شطیطه زنی بود که در سدهٔ دوم هجری در نیشابور می‌زیست و بنا به روایت‌های مذهبی موسی کاظم، از امامان شیعه هدیه‌ای از او پذیرفت و امروزه برای او آرامگاهی در شهر نیشابور در خراسان به نام آرامگاه بی‌بی شطیطه وجود دارد.

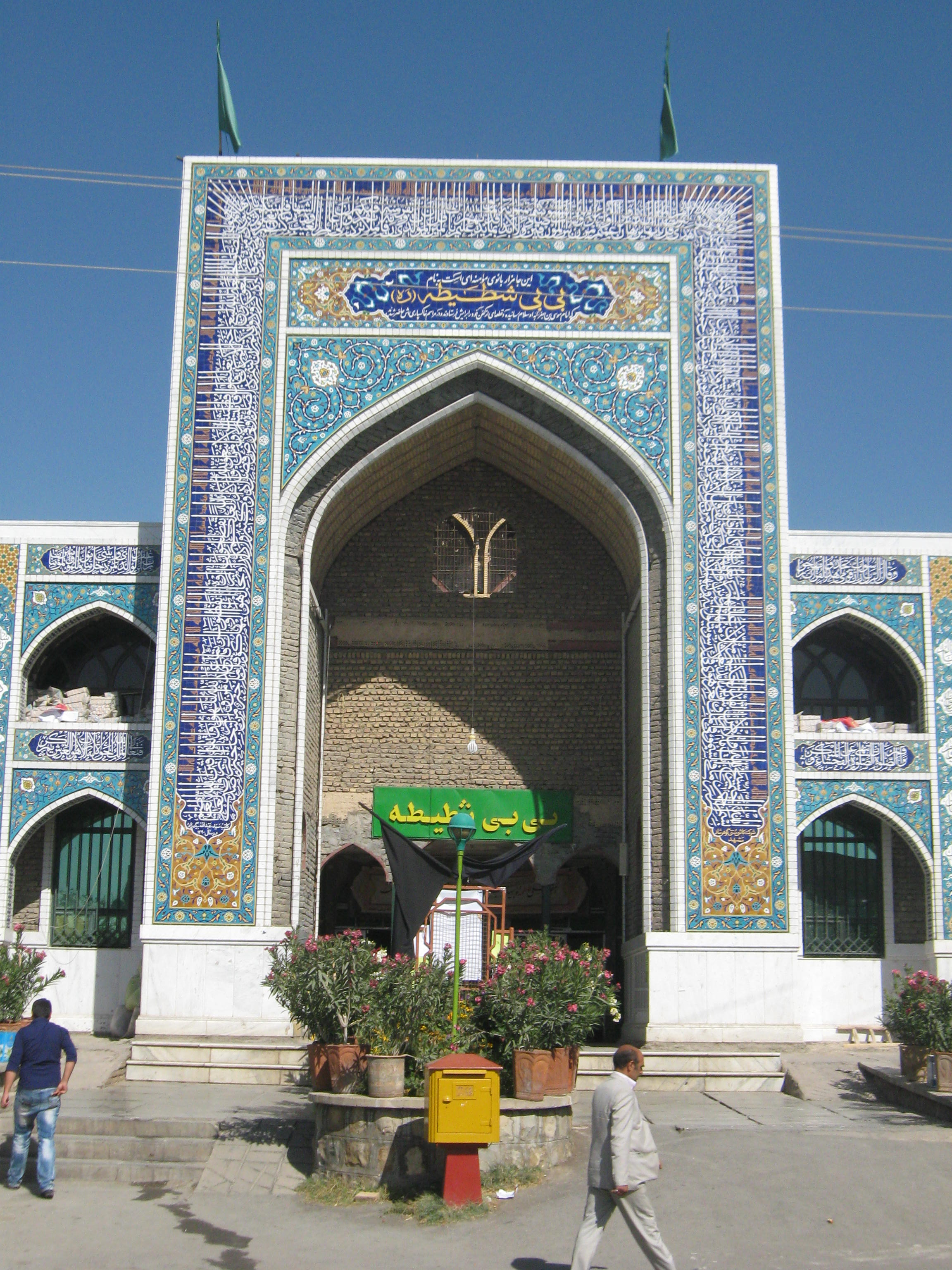
آرامگاه و مسجد شطیطه

مقبره او در زیر سقف  بقعه بی‌بی شطیطه در شمال غرب نیشابور قرار دارد.
گفته شده از میان انبوه وجوه و کالای سنگین که به عنوان سهم امام به مدینه فرستاده شد تنها نقدینه یک‌درهمی و دست‌رشت چهاردرهمی شطیطه نیشابوری مورد پذیرش امام قرار گرفت.
در بارهٔ بی‌بی شطیطه، مجلسی در جلد یازدهم بحار الانوار، و شهرآشوب در مناقب، و هاشمی بحرانی در مدینه المعاجز، و قطب راوندی در خرایج این حدیث را نقل کرده‌اند که بی بی شطیطه مورد عنایت ویژهٔ  حضرت موسی بن جعفر  الکاظم قرار گرفته‌بود.

## شرح ماجرا
شیعیان نیشابور برای آنکه خمس و هدایای خود را به دست امام زمانشان برسانند، نماینده‌ای انتخاب کردند و سی هزار دینار و پنجاه هزار درهم و دو هزار پارچه جامه به او دادند که آنها برای موسی کاظم ببرد. زن مؤمنه‌ای که شطیطه نام داشت، یک درهم و پاره‌ای از پارچه‌ای را که بدست خود، آن را رشته بود و چهار درهم ارزش داشت، را آورد و گفت: «من می‌فرستم اگر چه کم است، لکن از فرستادن حق امام، اگر چه کم باشد نباید حیا کرد.» سپس آن جماعت جزوه‌ای را آوردند که در آن سؤالاتی بود و مشتمل بود بر هفتاد ورق، در هر ورقی یک سؤال نوشته بودند و ما بقی ورق را سفید گذاشته بودند که جواب آن را در زیرش نوشته شود، هر ورقی را روی هم گذاشته بودند و مثل کمربند سه بند بر آن چسبانده بودند و بر هر بندی مهری زده بودند که کسی آن را باز نکند. و به محمد بن علی نیشابوری -که نماینده مردم نیشابور انتخاب شده بود- گفتند: «این جزوه را هنگام شب به امام بده و فردای آن شب آن را بگیر، پس هرگاه دیدی مهرها صحیح است مهر را از آنها بشکن و ملاحظه کن ببین هرگاه جواب مسائل را بدون شکستن مهرها داده است پس او امامی است، مستحق مال‌ها، پس آن مال‌ها را به او بده و الا اموال ما را به خودمان برگردان.» سپس آن شخص به مدینه وارد شد و نزد موسی کاظم رفت و موسی کاظم بوی گفت: «من به تمام مسائلی که در جزوه است جواب دادم. پس آن را بیاور و درهم شطیطه که وزنش، یک درهم و دو دانق است را نیز بیاور! آن، در کیسه‌ای قرار دارد که چهارصد درهم در آن می‌باشد و همچنین آن تکه پارچه او -که در پشتواره جامه‌ی دو برادری که از اهل بلخ هستند قرار دارد- را نیز بیاور.» سپس گفت: «ای ابوجعفر! به شطیطه سلام مرا برسان و به او این همیان پول (حاوی چهل درهم) را بده و به او بگو: برای تو شقه‌ای از کفن‌های خودم را هدیه فرستادم، و همچنین به شطیطه بگو که تو تا نوزده روز بعد از رسیدن ابوجعفر و وصول شقه و درهم‎ها زنده خواهی بود.» پس محمد بن علی نیشابوری به خراسان برگشت و دید اشخاصی را که موسی کاظم اموالشان را قبول نکرده و برگرداند همه فطحی مذهب شده‌اند ولی شطیطه بر مذهب تشیع باقی است، پس سلام موسی کاظم را به او رساند و همیان و شقه کفن که موسی کاظم برای او فرستاده بود را به او رساند. شطیطه نوزده روز زنده بود چنانکه موسی کاظم گفته بود، و چون وفات یافت موسی کاظم در حالی که سوار بر شتری بود برای تجهیز او آمد، و وقتی کارش تمام شد سوار بر شتر خود شده و به‌طرف بیابان برگشت.